# Wierchnij Ingasz
Wierchnij Ingasz (ros. Верхний Ингаш) – wieś (sieło) w Rosji, w Kraju Krasnojarskim, w rejonie niżnieingaskim. W 2010 liczyła 725 mieszkańców.